# Ognjena moč
Ognjena moč je vojaški strokovni izraz, ki opisuje strelno moč enote, ladje, tanka... Izražena je s številom izstrelkov ali s težo izstreljenih projektilov na časovno enoto. Ognjeno moč enote povečamo z uvajanjem sodobnejše oborožitve ali pa s povečanjem moštva.